# باشگاه فوتبال رینوفا یاماگوچی

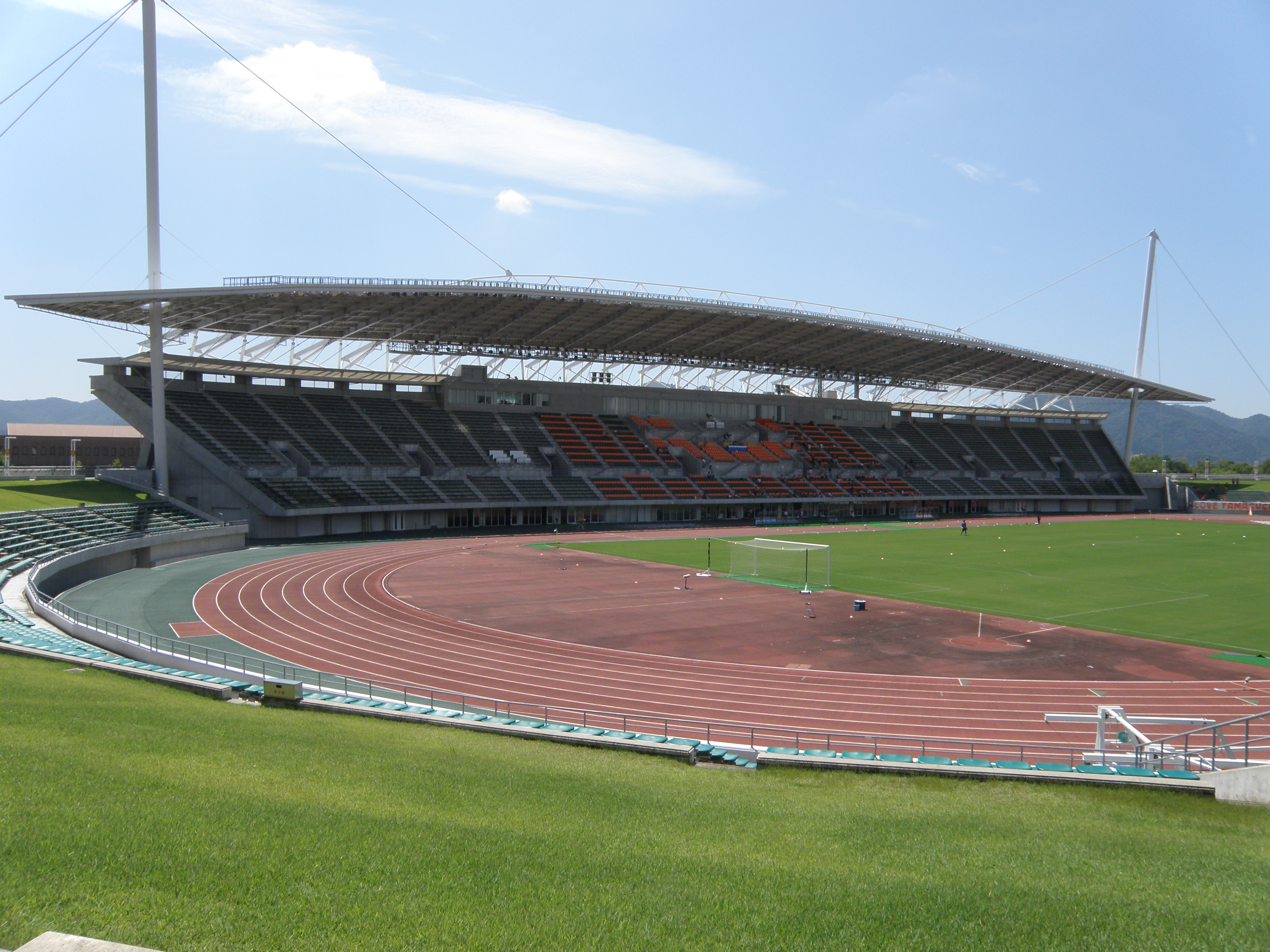

باشگاه فوتبال رینوفا یاماگوچی ژاپنی: レノファ山口FC باشگاه فوتبالی در شهر استان یاماگوچی، ژاپن است که در جی‌لیگ ۲ بازی می‌کند. این باشگاه در سال ۱۹۴۹ میلادی پایه‌گذاری شده است.